# 라몬 카리살레스

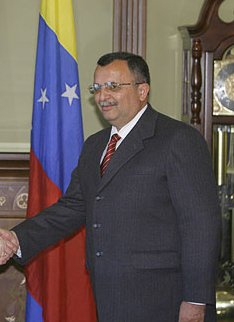

라몬 카리살레스 (Ramón Alonso Carrizales Rengifo, 1952년 11월 8일 ~ )는 베네수엘라의 정치인이다. 2008년부터 2010년까지 베네수엘라의 부통령으로 재임하였다. 1974년에 베네수엘라 육군사관학교를 졸업하였고 1994년에 대령으로 전역하였다. 2000년부터 2004년까지 국립도시교통재단 (Fondo Nacional de Transporte Urbano)의 의장, 2004년부터 2006년까지 기반부 장관, 2007년부터 2008년까지 주택부 장관으로 재임한 후 2008년에 우고 차베스 대통령에 의해 부통령으로 임명되었다. 2009년에 차베스 대통령은 카리살레스를 방위장관으로 임명하였다. 2010년 1월 25일에 카리살레스는 개인적인 이유로 부통령과 방위장관직 두 직위 모두 사임하였다.